# S-Mart
Supermercados S-Mart, S.A. de C.V. , subsidiaria de Grupo S-Mart, es una cadena mexicana de supermercados, la cual surgió en Ciudad Juárez, Chihuahua, México en 1975. Además de tener la mayoría de las sucursales en su ciudad natal, también se han extendido sus sucursales en otros estados del norte del país, como Nuevo León y Tamaulipas. Compite principalmente con Soriana, Walmart de México y Alsuper. Son tiendas que están abiertas las 24 horas del día, los 7 días de la semana, y con marca propia de algunos alimentos con el mismo nombre, los cuales son surtidos de los Estados Unidos. Es una tienda que tiene fuerte arraigo de identidad local en Ciudad Juárez, al igual que otras empresas locales, tales como las tiendas de conveniencia denominadas Del Río y Superettes.

## Historia[1]
Jesús Muñoz Pérez, padre del fundador de S-Mart, al frente de su primera tienda La Unión, en el Paso, Texas. Enrique Muñoz, hijo de Jesús y fundador de S-Mart, siempre trabajó desde chico en La Unión y al lado de su padre 
1975 decide abrir su primer supermercado con una extensión de 1,500 metros cuadrados en el centro de Ciudad Juárez. En tan sólo un año llegó a ser la tienda con mayor número de ventas por metro cuadrado en toda la República Mexicana, y de ahí en adelante se dio a la tarea de abrir una nueva cada 4 años en promedio. Llegó 1993 se fundó S-Mart mediante una asociación comercial con la empresa Norteamericana Larroc Inc.
S-Mart siguió su plan de crecimiento agresivo que le permitió abrir 34 tiendas en el norte de la República, en un período de 10 años. 
En 1997, con esta filosofía comercial, S-Mart reestructuró su formato para ofrecer servicio las 24 horas convirtiéndose así en la única cadena de tiendas de autoservicio en toda la República Mexicana que ofrece este servicio en todas y cada una de sus sucursales.
1998 es el año en que S-Mart abrió su primer Centro de Distribución con tecnología de punta, en Ciudad Juárez, Chihuahua uno de los más grandes, eficientes y vanguardistas del país. 
A partir del nuevo siglo, S-Mart comenzó su expansión por el norte del país, en el año 2000, abre otros 2 centros de distribución en Chihuahua y Monterrey. S-Mart ha inaugurado tiendas en 6 diferentes plazas, en la actualidad cuenta con 84 sucursales 
S-Mart ha inaugurado tiendas en diferentes plazas sumando 84 sucursales repartidas de la siguiente manera:
42 sucursales en Ciudad Juárez
8 sucursales en Reynosa
8 sucursales en Nuevo Laredo
5 sucursales en Matamoros
9 sucursales en Chihuahua
17 sucursales en Nuevo León.